# Gianni Minello
Gianni Minello, talvolta anche come Gianni Minnello (Venezia, 26 giugno 1938) è un regista, sceneggiatore e attore italiano.

## Filmografia

### Regista e sceneggiatore
- Nel cerchio (1976)
- Un ragazzo come tanti (1983)
- I ragazzi della periferia sud (1984)
- E insieme vivremo tutte le stagioni (1999)

### Attore
- Una furtiva lacrima, regia di Riccardo Sesani (1999)
- Crazy Blood, regia di Gaetano Russo (2006)